# Pitcairnia beycalema
Pitcairnia beycalema là một loài thực vật có hoa trong họ Bromeliaceae. Loài này được Beer miêu tả khoa học đầu tiên năm 1856.